# 安東村 (三重県)
安東村（あんとうむら）は三重県安濃郡にあった村。現在の津市中心部の北西、安濃川の左岸、伊勢自動車道・津インターチェンジの周辺にあたる。

## 地理
- 河川：安濃川、美濃屋川

## 歴史
- 1889年（明治22年）4月1日 - 町村制の施行により、安濃郡納所村・北河路村・一色村・観音寺村・渋見村・長岡村・河辺村・相生村の区域をもって安東村が発足。
- 1943年（昭和18年）8月31日 - 津市に編入。同日安東村廃止。

## 交通

### 鉄道路線
- 安濃鉄道
  - 本線：納所駅 - 安東駅
  - 片田支線：安東駅 - 跡部駅

### 道路
現在は旧村域に伊勢自動車道の津インターチェンジが所在するが、当時は未開通。